# Cimitirul Lake View

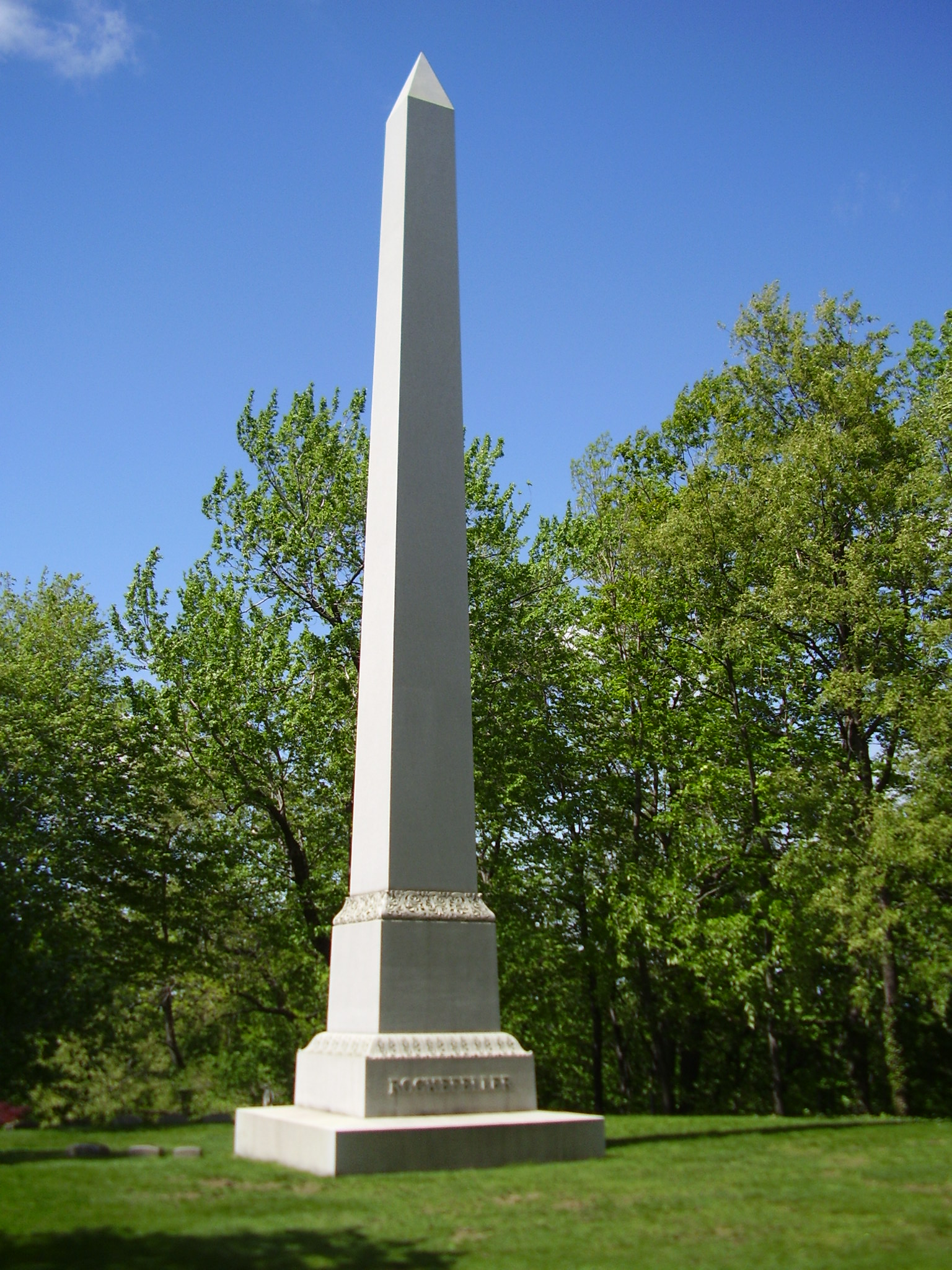
Obeliscul familiei Rockefeller

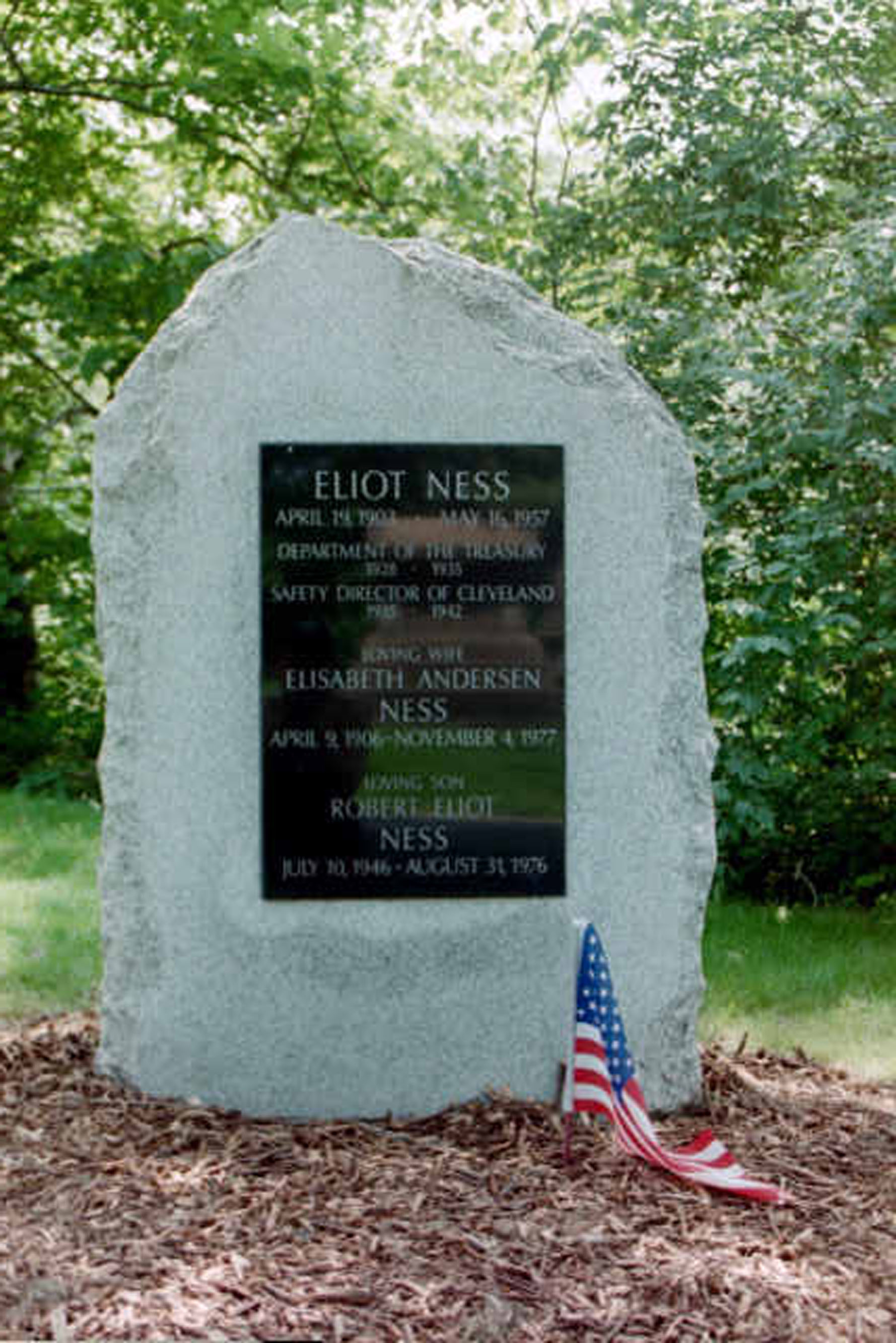
Mormântul lui Eliot Ness

Cimitirul Lake View este situat în partea de est a orașului Cleveland, Ohio din Statele Unite ale Americii. Aici se află îngropați peste 104.000 de oameni, în fiecare an existând peste 700 de înmormântări. Cimitirul mai dispune și de o suprafață de 0,28 km² (70 de acri), destinată viitoarelor morminte. În Lake View, cunoscut pe plan local ca „muzeul în aer liber al orașului Cleveland”, se află mausoleul lui James A. Garfield, precum și capela lui Jeptha Wade care dispun de un interior conceput de Louis Comfort Tiffany.

## Istorie
Cimitirul Lake View a fost întemeiat în 1869 și cuprindea o suprafață de 1,15 km² (285 de acri). Cimitirul este numit astfel deoarece este situat parțial pe „înălțimile” din zona metropolitană a orașului Cleveland, având vedere spre lacul Erie la nord. A fost conceput după modelul marilor cimitire ale epocii victoriene din Franța și Anglia. 
Mausoleul fostului președinte american James A. Garfield este cel mai important punct al cimitirului Lake View. Interiorul ornat dispune de o mare statuie de marmură, vitralii, basoreliefuri, dar și numeroase relicve istorice din viața și președinția lui Garfield. Monumentul servește de asemenea ca o punte de observație și zonă de picnic. Președintele și soția sa sunt înmormântați în cripta de la nivel inferior, sicriele lor fiind plasate unul lângă celălalt și vizibile pentru vizitatori.  

## Personalități marcante
- Newton D. Baker, secretarul de război al Statelor Unite în timpul Primului Războiă Mondial.[2]
- Frances Payne Bolton, Camera Reprezentanților din SUA.[3]
- Charles F. Brush, inventator și om de afaceri.[1]
- William B. Castle, ultimul primar al cartierului Ohio City, primar al orașului Cleveland
- Ray Chapman, jucător de baseball pentru Cleveland Indians, unul dintre cei doi jucători ai Ligii Majore de Baseball care a murit de leziuni suferite pe terenul de joc în timpul unui joc.
- Charles W. Chesnutt, avocat și autor afro-american.[2]
- Henry D. Coffinberry, industriaș, fondator al Cleveland Shipbuilding Company, care a construit nava Onoko.
- George Washington Crile, cofondator al CLinicii din Cleveland și primul chirurg care a efectuat cu succes o transfuzie de sânge directă.
- Harvey Cushing, neurochirurg
- James A. Garfield, al douăzecilea președinte al Statelor Unite ale Americii.[1]
- Lucretia Garfield, fostă Prima Doamnă a Statelor Unite ale Americii.
- Marcus A. Hanna, senator american și șef în Partidul Republican[2]
- John Hay, fost secretar de stat al SUA și ajutor al președintelui Abraham Lincoln (monumentul lui Hay a fost creat de sculptorulJames Earle Fraser)
- Edwin Converse Higbee, fondator al Higbee's, primul magazin universal din Cleveland
- Adella Prentiss Hughes, fondator al Orchestrei din CLeveland
- Effie Hinckley Ober Kline, fondator al Boston Ideal Opera Company, a doau soție a lui Virgil P. Kline.
- Virgil P. Kline, editor aboliționist și avocat anti-trust, ulterior consilier al magnatului John D. Rockefeller.
- Garrett Morgan, inventator al măștii de gaze și al semaforului cu trei culori[1]
- Eliot Ness, detectiv și investigator.
- Harvey Pekar, scriitor de benzi desenate, cunoscut pentru seria sa revoluționară, American Splendor.
- John D. Rockefeller, industriaș multi-miliardar și filantrop.[2]
- James Salisbury, inventator al fripturii Salisbury.
- Rufus P. Spalding, aboliționist, judecător la CUrtea Supremă din Ohio, membru în Camera Reprezentanților din SUA.
- Anthony J. Stastny, compozitor, fondator și președinte al distribuitorului de muzică A. J. Stasny Music Co.
- Carl B. Stokes, primar al orașului Cleveland, ambasador al Statelor Unite ale Americii, primul afro-american ales ca primar al unui mare oraș american.
- Worthy S. Streator, medic, magnat al căilor ferate, fondator al orașului Streator, Illinois, senator al statului Ohio, primul primar al suburbiei East Cleveland.
- William R. Van Aken, reprezentantul statului Ohio.
- Mantis James Van Sweringen, magnat al căilor ferate, bancher și cofondator al orașului Shaker Heights, Ohio.
- Oris Paxton Van Sweringen, magnat al căilor ferate, bancher și cofondator al orașului Shaker Heights din Ohio.[2]
- Jeptha Wade, fondator al companiei Western Union[2]
- Andrew Novick, urolog și cercetător, pionier al nefrectomiei parțiale în cancerul de rinichi, fondator al Institutului Glickman de la Clinica din Cleveland.
- Victimele incendiului de la școala din Collinwood din 1908[1]
- Viktor Schreckengost, remarcat ca designer industrial și profesor american , sculptor și artist care a predat design industrial la Institutul de Artă din Cleveland mai bine de 50 de ani more.